# 2006-os magyarországi országgyűlési választás
A 2006-os magyarországi országgyűlési választás volt a rendszerváltás után az ötödik. A két fordulót 2006. április 9-én és 23-án tartották.
A részvételi arány országosan az első fordulóban 67,83%, a másodikban 64,39% volt. Az első fordulóban az 5%-os  parlamenti küszöböt négy lista haladta meg: az MSZP (43,21%), a Fidesz (42,03%), a SZDSZ (6,50%) és az MDF (5,04%). Nem került be, a MIÉP – Jobbik a Harmadik Út (2,20%) a Munkáspárt (0,41%) és a Centrum Párt (0,32%).

## Választási rendszer
A magyar választási rendszer kétfordulós, kétszavazatos, töredékszavazat-visszaszámláló rendszer, amely kombinálja a többségi (egyéni) és az arányos (pártlistás) rendszert. A 386 fős parlamentbe 176-an egyéni választókerületben, minimum 58-an országos és maximum 152-en területi pártlistákról szerzett mandátummal jutnak be. Pártlistáról akkor lehet mandátumot szerezni, ha a pártlistára leadott szavazatok országos átlagban meghaladják az 5%-os küszöböt.
A választók közvetlenül az egyéni jelöltekre és a pártok területi (19 megyei és 1 fővárosi) listáira szavaznak, lakóhely szerint. Az országos listákra közvetlenül nem lehet szavazni: ezeken az úgynevezett töredékszavazatok alapján oszlanak el a mandátumok.
Egyéni képviselőjelölt az lehet, aki legalább 750 ajánlószelvényt tudott összegyűjteni. Területi listát azok a pártok állíthatnak, amelyek a területhez tartozó egyéni kerületek legalább negyedében, de legalább két kerületben tudtak jelöltet állítani. Országos listát azok a pártok állíthatnak, amelyek képesek legalább hét területi listát indítani.
A rendszer egyik problémája, hogy az egyéni választókerületek határai 1989 óta változatlanok, miközben az egyes térségek lakossága eltérő irányban változott, így a legkevesebb és a legtöbb szavazót magába foglaló körzet között jelentőssé vált a különbség. A probléma orvoslására 2005-ben az Alkotmánybíróság kötelezte az Országgyűlést 2007-es határidővel, de erre a választásig nem került sor.

### A választás időpontja
A választásra az Alkotmány alapján az előző Országgyűlés megválasztását követő negyedik év április vagy május havában kerül sor. A konkrét időpontot a köztársasági elnök jelöli ki, legkésőbb 72 nappal a szavazás időpontja előtt. A szavazás napja nem eshet nemzeti ünnepre vagy munkaszüneti napra, illetve az azok előtti vagy utáni napra. A választást a szokásjog szerint vasárnap szokták tartani.

## Külföldi szavazás
2006. április 1. és 23. között lehetett szavazni a meghirdetett időpontokban és külképviseleteken.

## Kampány
A Fidesz 2004 szeptemberében döntött arról, hogy felkészül a 2006-os választásra. A párt két ciklusra, azaz nyolcéves Fidesz-kormányzásra készült.
2005 májusában komoly vita volt a Fideszen belül. Volt MDF-esek – mint például Lezsák Sándor – okozták a legnagyobb vitát a párton belül. Ebben a hónapban dőlt el, hogy több korábbi jelöltet nem indítanak újra.
Kövér László fideszes képviselő 2005 szeptemberében Hévízen azt nyilatkozta, hogy az lenne a legjobb, ha a baloldaliak otthon maradnának a szavazáskor. Kövér szerint a média is az MSZP-t segíti.
Az MSZP úgy jelölte képviselőit egyes körzetekben, hogy az SZDSZ-nek tudjanak segíteni. Több megyében ugyanazokat a jelölteket indították, mint 2002-ben. Kecskeméten az MSZP és az SZDSZ közös jelöltet állított. Szegeden az MSZP nem szeretné, ha az SZDSZ jelöltet állítana velük szemben.
2006. február 2-án Kövér László Dusnokon kijelentette, hogy nem szabad riogatni a választókat azzal, hogy a Fidesz nem fogja kifizetni a nyugdíjakat. Az emberek rosszabbul élnek, mint 4 éve, majd bemutatta a helyi kerületi jelöltet. Három héttel később Pakson Kövér azt mondta, hogy a Fidesz fogja az emberek hitét megerősíteni.
Egy hónappal később az MDF sajtótájékoztatón jelentette be, hogy Bagó Zoltán Fidesz-képviselő Romsics Imre MDF-jelöltet megfenyegette, hogy lépjen vissza a jelöltségtől. Ennek hangfelvételét a sajtótájékoztatón mutatta be Romsics. Az ügy miatt a Fidesz-KDNP Semjén Zsoltot indította Bagó helyett. Egy héttel később Herényi Károly, az MDF frakcióvezetője közölte a sajtóval, hogy 27 MDF-es jelöltet keresett meg a Fidesz, hogy lépjenek vissza.
Dávid Ibolya 2006. március 17-én a Nap-kelte műsorban közölte, hogy a jobboldal miniszterelnöke MDF-es lesz, ha megnyerik a választást. A Fidesszel koalíciót kötöttek volna.

### Országos listák
Országos listát állított pártok:
(Az első húsz jelölt neve, a miniszterelnök-jelölt vastag betűvel.)
| Párt | MSZP              | Fidesz–KDNP         | SZDSZ               | MDF             | MIÉP–Jobbik      | Munkáspárt        |
| ---- | ----------------- | ------------------- | ------------------- | --------------- | ---------------- | ----------------- |
| 1.   | Gyurcsány Ferenc  | Orbán Viktor        | Kuncze Gábor        | Dávid Ibolya    | Csurka István    | Thürmer Gyula     |
| 2.   | Hiller István     | Mikola István       | Kóka János          | Herényi Károly  | Kovács Dávid     | Karacs Lajosné    |
| 3.   | Szili Katalin     | Áder János          | Fodor Gábor         | Hock Zoltán     | Réti Miklós      | Vajda János       |
| 4.   | Lendvai Ildikó    | Semjén Zsolt        | Sándor Klára        | Csapody Miklós  | Fenyvessy Zoltán | Szőke János       |
| 5.   | Horn Gyula        | Wittner Mária       | Molnár Lajos        | Karsai Péter    | Balczó Zoltán    | Bánhegyi József   |
| 6.   | Kiss Péter        | Horváth János       | Magyar Bálint       | Csáky András    | Kovács László    | Urbán Sándor      |
| 7.   | Szekeres Imre     | Kövér László        | Horn Gábor          | Pettkó András   | Nagy Ervin       | Székely Péter     |
| 8.   | Simon Gábor       | Pelczné Gáll Ildikó | Béki Gabriella      | Almássy Kornél  | Zakó László      | Kollát Pál        |
| 9.   | Juhász Ferenc     | Pokorni Zoltán      | Kovács Kálmán       | Vas János       | Zsikla Győző     | Szabó Lászlóné    |
| 10.  | Ujhelyi István    | Varga Mihály        | Eörsi Mátyás        | Rózsa István    | Molnár Tamás     | Nagyvári László   |
| 11.  | Veres János       | Jakab István        | Kis Zoltán          | Szabó Katalin   | Farkas Lajos     | Jakus László      |
| 12.  | Lamperth Mónika   | Deutsch-Für Tamás   | Világosi Gábor      | Szőke László    | Mánya Kristóf    | Kozák András      |
| 13.  | Mandur László     | Szijjártó Péter     | Gulyás József       | Jagarics Ferenc | Bogdán Emil      | Kerezsi László    |
| 14.  | Vitányi Iván      | Turi-Kovács Béla    | Gusztos Péter       | Gosztonyi János | Szabó Gábor      | Csikány Józsefné  |
| 15.  | Mécs Imre         | Farkas Flórián      | Mézes Éva           | Viniczai Tibor  | Kelemen Márta    | Tóth István       |
| 16.  | Steiner Pál       | Lezsák Sándor       | Csőzik László       | Szabó József    | Fári Márton      | Major László      |
| 17.  | Vadai Ágnes       | Császár Antal       | Hankó Faragó Miklós | Makay Zsolt     | Koós Ferenc      | Illés Imre        |
| 18.  | Mesterházy Attila | Balog Zoltán        | Wekler Ferenc       | Habjánecz Tibor | Fazekas Róbert   | Szentirmai Károly |
| 19.  | Puch László       | Tellér Gyula        | Jüttner Csaba       | Fekete László   | Bana Tibor       | Bencsik Mihály    |
| 20.  | Kapolyi László    | Kontur Pál          | T. Asztalos Ildikó  | Helmeczy László | Franka Tibor     | Winkler Károly    |

## Részvételi adatok
|          | Első forduló 2006. április 9. | Második forduló 2006. április 23. |
| -------- | ----------------------------- | --------------------------------- |
| 7:00-ig  | 1,66%                         | 1,76%                             |
| 9:00-ig  | 11,39%                        | 11,66%                            |
| 11:00-ig | 27,23%                        | 26,59%                            |
| 13:00-ig | 38,22%                        | 36,32%                            |
| 15:00-ig | 48,89%                        | 45,03%                            |
| 17:30-ig | 61,72%                        | 57,63%                            |
| Összesen | 67,83%                        | 64,39%                            |

## Eredmények

### Egyéni választókerületek

Az egyéni választókerületek eredményei

A választás során a legtöbb egyéni választókerületet az MSZP nyerte meg 98 kerülettel, míg a Fidesz 68 helyen nyert. Az SZDSZ 3 helyen, míg a Somogyért Egyesület 1 helyen nyert. Az SZDSZ-MSZP szövetség 6 kerületben nyert.

### Listás eredmények
| Listás mandátumok elosztása | Listás mandátumok elosztása | Listás mandátumok elosztása | Listás mandátumok elosztása | Listás mandátumok elosztása | Listás mandátumok elosztása | Listás mandátumok elosztása   | Listás mandátumok elosztása | Listás mandátumok elosztása | Listás mandátumok elosztása | Listás mandátumok elosztása | Listás mandátumok elosztása | Listás mandátumok elosztása |
| Párt neve                   | Területi listák száma       | Országos lista              | Listás szavazatok           | Listás szavazatok           | Listás küszöb               | Kaphat-e mandátumot listáról? | Területi listás mandátumok  | Területi listás mandátumok  | Országos listás mandátumok  | Országos listás mandátumok  | Listás mandátumok összesen  | Listás mandátumok összesen  |
| Párt neve                   | Területi listák száma       | Országos lista              | száma                       | százalék                    | Listás küszöb               | Kaphat-e mandátumot listáról? | száma                       | százalék                    | száma                       | százalék                    | száma                       | százalék                    |
| --------------------------- | --------------------------- | --------------------------- | --------------------------- | --------------------------- | --------------------------- | ----------------------------- | --------------------------- | --------------------------- | --------------------------- | --------------------------- | --------------------------- | --------------------------- |
| MSZP                        | 20                          | Van                         | 2 336 705                   | 43,21                       | 5%                          | Igen                          | 71                          | 48,97                       | 17                          | 26,56                       | 88                          | 41,90                       |
| Fidesz–KDNP                 | 20                          | Van                         | 2 272 979                   | 42,03                       | 10%                         | Igen                          | 69                          | 46,90                       | 27                          | 42,19                       | 96                          | 45,71                       |
| SZDSZ                       | 20                          | Van                         | 351 612                     | 6,50                        | 5%                          | Igen                          | 4                           | 2,76                        | 11                          | 17,19                       | 15                          | 7,14                        |
| MDF                         | 20                          | Van                         | 272 831                     | 5,04                        | 5%                          | Igen                          | 2                           | 1,38                        | 9                           | 14,06                       | 11                          | 5,24                        |
| MIÉP–Jobbik                 | 20                          | Van                         | 119 007                     | 2,20                        | 5%                          | Nem                           | –                           | –                           | –                           | –                           | –                           | –                           |
| Munkáspárt                  | 11                          | Van                         | 21 955                      | 0,41                        | 5%                          | Nem                           | –                           | –                           | –                           | –                           | –                           | –                           |
| Centrum                     | 8                           | Van                         | 17 431                      | 0,32                        | 5%                          | Nem                           | –                           | –                           | –                           | –                           | –                           | –                           |
| MCF                         | 8                           | Van                         | 4 459                       | 0,08                        | 5%                          | Nem                           | –                           | –                           | –                           | –                           | –                           | –                           |
| Zöldek Pártja               | 3                           | Nincs                       | 2 870                       | 0,05                        | 5%                          | Nem                           | –                           | –                           | –                           | –                           | –                           | –                           |
| MVPP                        | 7                           | Van                         | 2 789                       | 0,05                        | 5%                          | Nem                           | –                           | –                           | –                           | –                           | –                           | –                           |
| KDP                         | 9                           | Van                         | 2 362                       | 0,04                        | 5%                          | Nem                           | –                           | –                           | –                           | –                           | –                           | –                           |
| FKNP                        | 3                           | Nincs                       | 889                         | 0,02                        | 5%                          | Nem                           | –                           | –                           | –                           | –                           | –                           | –                           |
| FKGP                        | 2                           | Nincs                       | 838                         | 0,02                        | 5%                          | Nem                           | –                           | –                           | –                           | –                           | –                           | –                           |
| MESZ                        | 1                           | Nincs                       | 767                         | 0,01                        | 5%                          | Nem                           | –                           | –                           | –                           | –                           | –                           | –                           |
| Munkáspárt 2006             | 1                           | Nincs                       | 556                         | 0,01                        | 5%                          | Nem                           | –                           | –                           | –                           | –                           | –                           | –                           |
| Összesen                    | 153                         | 10                          | 5 408 050                   | 100                         |                             |                               | 146                         | 100                         | 64                          | 100                         | 210                         | 100                         |

### Összesített eredmény

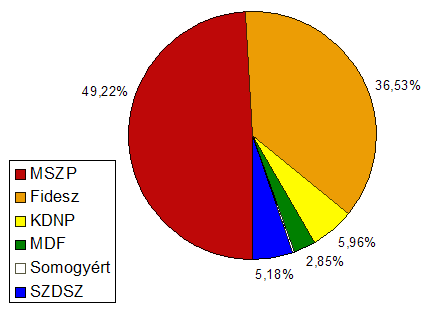
Az Országgyűlés összetétele

| Párt neve | Párt neve           | Egyéni képviselők száma | Listás mandátumok száma | Összes mandátum | Összes mandátum | Összes mandátum | Összes mandátum |
| Párt neve | Párt neve           | Egyéni képviselők száma | Listás mandátumok száma | száma           | százalék        | száma           | százalék        |
| --------- | ------------------- | ----------------------- | ----------------------- | --------------- | --------------- | --------------- | --------------- |
|           | MSZP                | 98                      | 88                      | 186             | 48,19           | 190             | 49,22           |
|           | Fidesz–KDNP         | 68                      | 96                      | 164             | 42,49           | 164             | 42,49           |
|           | MSZP–SZDSZ          | 6                       | 0                       | 6               | 1,55            | –               | –               |
|           | SZDSZ               | 3                       | 15                      | 18              | 4,66            | 20              | 5,18            |
|           | MDF                 | 0                       | 11                      | 11              | 2,85            | 11              | 2,85            |
|           | Somogyért Egyesület | 1                       | –                       | 1               | 0,26            | 1               | 0,26            |
| Összesen  | Összesen            | 176                     | 210                     | 386             | 100             | 386             | 100             |

## Politikai következmények
A választást az MSZP nyerte, amely koalíciót ajánlott az SZDSZ-nek. Gyurcsány Ferenc maradt a miniszterelnök, és rövidesen megalakult a második Gyurcsány-kormány.

## Lásd még
- 2006–2010 közötti magyar országgyűlési képviselők listája
- Második Gyurcsány-kormány

## Külső hivatkozások
- A 2006-os választás hivatalos oldala
- HVG-s cikkek a választásról
- Parlamenti választás 2006 – Tanulmányok. Választáskutatás.hu
- Budapesti utcai plakátok Archiválva 2015. szeptember 24-i dátummal a Wayback Machine-ben – Fszek.hu
- A 2006-os választás – az őszöd előtti kampány Archiválva 2014. április 13-i dátummal a Wayback Machine-ben – Fn.hu, 2010. február 1.